# Cerapachys constrictus
Cerapachys constrictus är en myrart som först beskrevs av Clark 1923.  Cerapachys constrictus ingår i släktet Cerapachys och familjen myror. Inga underarter finns listade.